# 밀레니엄교 (런던)

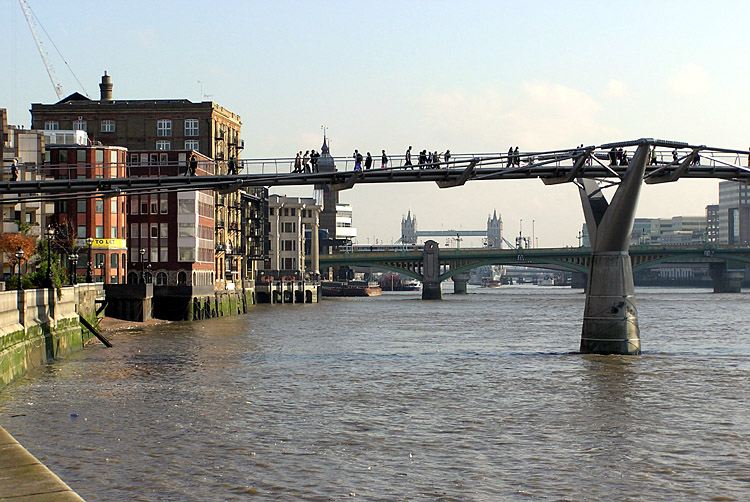
밀레니엄교

밀레니엄교(영어: Millennium Bridge)는 영국 런던에 위치한 다리이다.

## 개요
육교는 밀레니엄 기념 사업 중 하나로 1996년에 서더크의 제관 극장 의회에 의한 공모 결과 애럽 그룹, 포스터 앤드 파트너스, 앤서니 카로의 설계안이 당선됐다.
건설은 1998년 하반기에 시작했으며, 육교 부분은 1999년 4월 28일에 착공하였다. 건설비는 1820만 파운드로 밀레니엄 위원회와 런던 신탁에 의해 지불되었다. 2000년 6월 10일에 개통했지만 큰 흔들림이 발생하여 3일 후 중지되었다가, 2002년 2월 22일에 재개통되었다.

## 같이 보기
- 브루클린교